# Особняк Бекетових (вулиця Дарвіна)
Це ще один власний будинок академіка архітектури О. М. Бекетова, що був побудований ним у 1912 р. у стилі неокласицизму . Споруду Бекетов О.М.  збудував у 1912 році наприкінці Садово-Куликівської вулиці (у теперішній час вул. Дарвіна № 37)   , над Журавлівськими схилами, де ділянки були дешевшими і місце не таке престижне. Сам архітектор із сім'єю жив на другому поверсі, а нижній здавав. Академік архітектури Бекетов Олексій Миколайович мешкав у цьому будинку до смерті у листопаді 1941 року. Планування будинку багато в чому повторювало попереднє (див. будинок на вул. Жон Мироносиць, 10,  Будинок учених (Харків)). Так, простір будувався за коридорно-анфіладною схемою, оздоблення, як зовнішне так і внутрішне, відрізнялося строгістю. Працював над своїми проектами архітектор у кабінеті та креслярській.
Серед мешканців будинку були художник Пестриков М.Р., а вже за часів Радянської влади, у 1930-х — відомий баталіст Самокиш М.С., що підтверджує меморіальна дошка на будинку 
У цьому помешканні в гостях у Бекетова О.М. бували педагог Алчевська Х.Д., співак Алчевський І.О., художник Ткаченко М.С., архітектори Цауне Ю.С., Покровський В.М. та інші . У 70-ті роки ХХ сторіччя в гостинному домі  доньки та онука архітектора  неодноразово бували  мистецтвознавиця, науковий співробітник Харківського художнього музею Чернова М.В,  співавтор монографій щодо тенора Алчевського І.О, доцент, фізик за фахом,  Милославський К.Є, чисельні учні та аспіранти Рофе-Бекетова Ф.С.
Нині у будинку  на 1 поверсі розташувалися приватні контори, на 2 - му продовжують мешкати нащадки родини Бекетових-Алчевських.

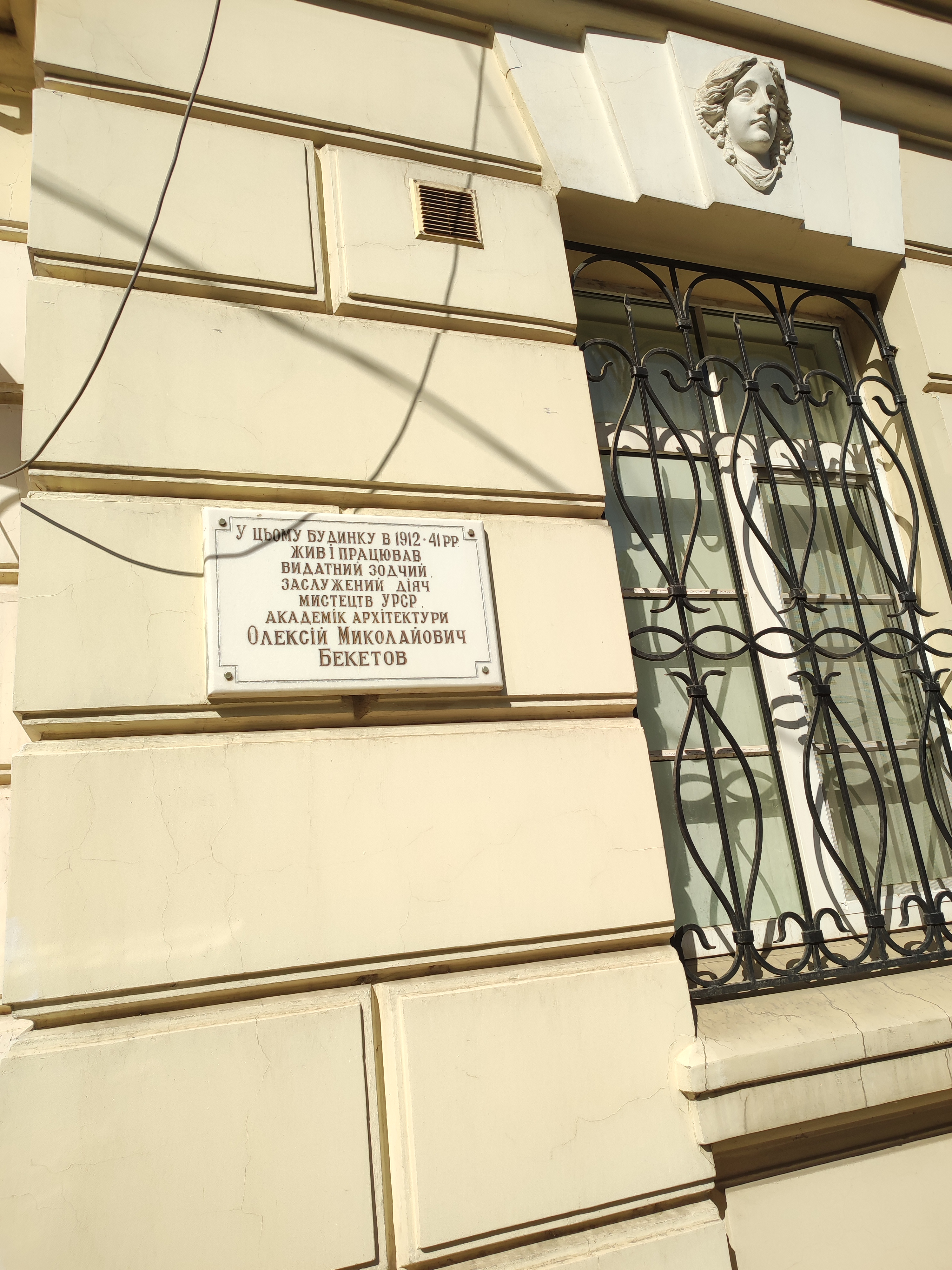
Меморіальна дошка на особняку О.М.Бекетова, вул.Дарвіна 37. Сучасний вигляд. Світлина DKM med.